# Tehsils da Índia

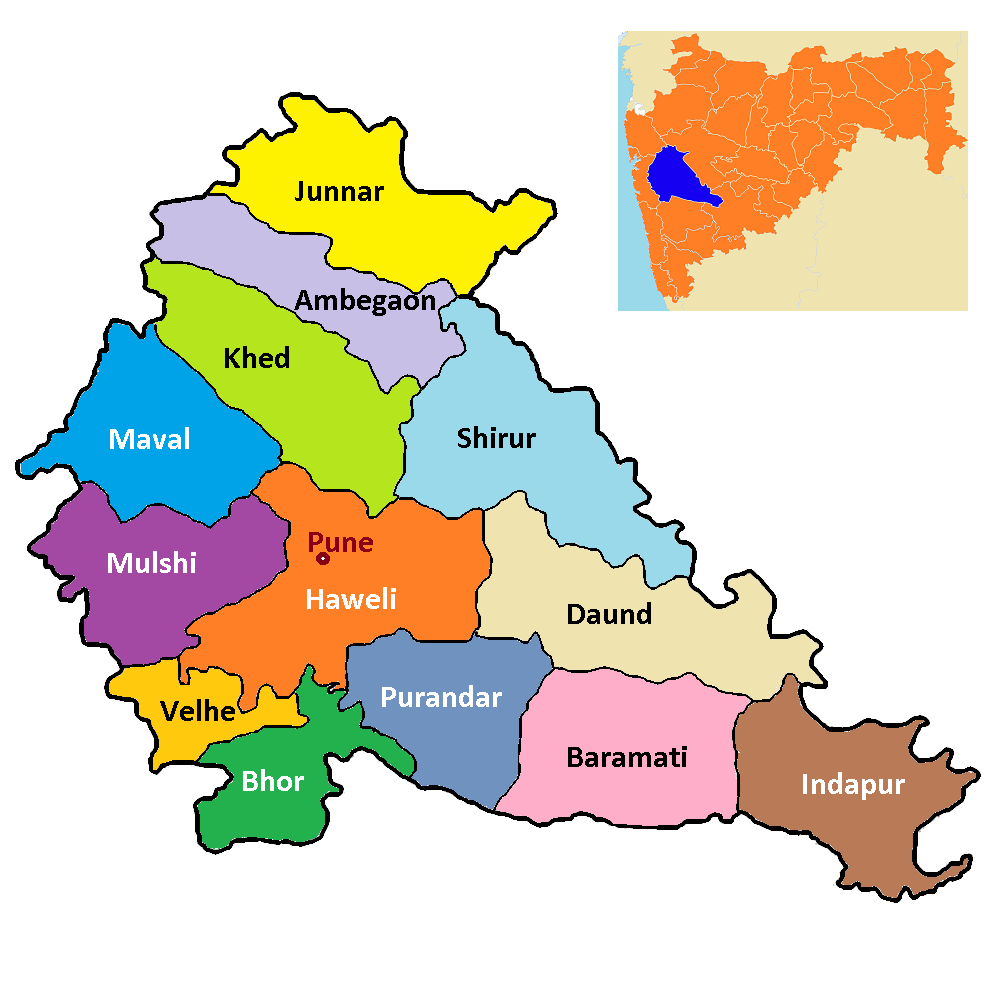
Mapa de tehsils que compõem o Pune em Maharashtra

Tehsil é uma divisão administrativa da Índia denotando um sub-distrito. Tehsils também são referidos como "taluks" ou "mandal" em alguns estados. Tehsils pode consistir em vários povoados e algumas cidades. Os Panchayat samitis são geralmente os órgãos dirigentes administrativos dos tehsils.

## Tehsils/Taluks da Índia
Estados usam nomes diferentes para seus sub-distritos. Informação detalhada é a seguinte:
| Estado            | Sub–distrito   | Número de sub–distritos |
| ----------------- | -------------- | ----------------------- |
| Andhra Pradesh    | Mandal         | 661                     |
| Arunachal Pradesh | Circle         | 149                     |
| Assam             | Circle         | 155                     |
| Bihar             | C.D.Block      | 533                     |
| Chhattisgarh      | Tehsil         | 97                      |
| Goa               | Taluka         | 12                      |
| Gujarat           | Taluka         | 226                     |
| Haryana           | Tehsil         | 67                      |
| Himachal Pradesh  | Tehsil         | 109                     |
| Jammu e Caxemira  | Tehsil         | 59                      |
| Jharkhand         | C.D.Block      | 210                     |
| Karnataka         | Taluka         | 175                     |
| Kerala            | Taluka         | 63                      |
| Madhya Pradesh    | Tehsil         | 353                     |
| Maharashtra       | Taluka         | 353                     |
| Manipur           | Sub-Divisão    | 38                      |
| Meghalaya         | C.D.Block      | 39                      |
| Mizoram           | C.D.Block      | 22                      |
| Nagaland          | Circle         | 93                      |
| Odisha            | Police Station | 485                     |
| Punjab            | Tehsil         | 72                      |
| Rajasthan         | Tehsil         | 241                     |
| Sikkim            | Sub-Divisão    | 9                       |
| Tamil Nadu        | Taluka         | 201                     |
| Telangana         | Taluka         | 446                     |
| Tripura           | C.D.Block      | 38                      |
| Uttar Pradesh     | Tehsil         | 305                     |
| Uttarakhand       | Tehsil         | 49                      |
| Bengala Ocidental | C.D.Block      | 341                     |

| Território da União     | Sub–distrito     | Número de sub–distritos |
| ----------------------- | ---------------- | ----------------------- |
| Ilhas Andaman e Nicobar | Tehsil           | 7                       |
| Chandigarh              | Tehsil           | 1                       |
| Dadra e Nagar Haveli    | Taluka           | 1                       |
| Daman e Diu             | Taluka           | 2                       |
| Delhi                   | Tehsil           | 27                      |
| Lakshadweep             | Sub-Divisão      | 4                       |
| Puducherry              | Comuna Panchayat | 10                      |

Total:
All India = 5564